# Coupe de Russie 2010
Navigation
Édition précédente Édition suivante
La Coupe de Russie est une compétition internationale de patinage artistique qui se déroule en Russie au cours de l'automne. Elle accueille des patineurs amateurs de niveau senior dans quatre catégories: simple messieurs, simple dames, couple artistique et danse sur glace.
La quinzième Coupe de Russie est organisée du 18 au 21 novembre 2010 à la Megasport Arena de Moscou. Elle est la cinquième compétition du Grand Prix ISU senior de la saison 2010/2011.

## Résultats

### Messieurs
| Rang | Nom                | Pays       | Points | Programme court | Programme court | Programme libre | Programme libre |
| ---- | ------------------ | ---------- | ------ | --------------- | --------------- | --------------- | --------------- |
| 1    | Tomáš Verner       | Tchéquie   | 230.31 | 3               | 74.10           | 1               | 156.21          |
| 2    | Patrick Chan       | Canada     | 227.21 | 1               | 81.96           | 2               | 145.25          |
| 3    | Jeremy Abbott      | États-Unis | 217.21 | 2               | 77.61           | 4               | 139.60          |
| 4    | Samuel Contesti    | Italie     | 207.30 | 9               | 65.69           | 3               | 141.61          |
| 5    | Alban Préaubert    | France     | 204.68 | 5               | 70.50           | 5               | 134.18          |
| 6    | Artur Gachinski    | Russie     | 202.94 | 4               | 72.41           | 7               | 130.53          |
| 7    | Yuzuru Hanyu       | Japon      | 202.66 | 6               | 70.24           | 6               | 132.42          |
| 8    | Ivan Tretiakov     | Russie     | 189.85 | 10              | 65.61           | 8               | 124.24          |
| 9    | Javier Fernández   | Espagne    | 184.06 | 8               | 66.46           | 10              | 117.60          |
| 10   | Konstantin Menshov | Russie     | 181.15 | 7               | 67.34           | 12              | 113.81          |
| 11   | Tatsuki Machida    | Japon      | 177.01 | 12              | 56.37           | 9               | 120.64          |
| 12   | Anton Kovalevski   | Ukraine    | 175.54 | 11              | 60.05           | 11              | 115.49          |

### Dames
| Rang | Nom               | Pays       | Points | Programme court | Programme court | Programme libre | Programme libre |
| ---- | ----------------- | ---------- | ------ | --------------- | --------------- | --------------- | --------------- |
| 1    | Miki Ando         | Japon      | 174.47 | 5               | 54.00           | 1               | 120.47          |
| 2    | Akiko Suzuki      | Japon      | 172.74 | 1               | 57.43           | 2               | 115.31          |
| 3    | Ashley Wagner     | États-Unis | 167.02 | 3               | 56.17           | 3               | 110.85          |
| 4    | Agnes Zawadzki    | États-Unis | 153.78 | 2               | 56.84           | 8               | 96.94           |
| 5    | Valentina Marchei | Italie     | 153.71 | 6               | 53.61           | 4               | 100.10          |
| 6    | Sofia Biryukova   | Russie     | 153.05 | 4               | 54.99           | 5               | 98.06           |
| 7    | Ksenia Makarova   | Russie     | 150.45 | 8               | 52.93           | 6               | 97.52           |
| 8    | Myriane Samson    | Canada     | 144.32 | 7               | 53.26           | 9               | 91.06           |
| 9    | Alena Leonova     | Russie     | 144.06 | 9               | 46.61           | 7               | 97.45           |
| 10   | Jelena Glebova    | Estonie    | 131.20 | 10              | 45.78           | 10              | 85.42           |

### Couples
| Rang | Nom                                  | Pays       | Points | Programme court | Programme court | Programme libre | Programme libre |
| ---- | ------------------------------------ | ---------- | ------ | --------------- | --------------- | --------------- | --------------- |
| 1    | Yuko Kavaguti / Alexandre Smirnov    | Russie     | 182.70 | 1               | 61.91           | 1               | 120.79          |
| 2    | Narumi Takahashi / Mervin Tran       | Japon      | 165.47 | 2               | 55.90           | 3               | 109.57          |
| 3    | Amanda Evora / Mark Ladwig           | États-Unis | 162.85 | 4               | 52.58           | 2               | 110.27          |
| 4    | Katarina Gerboldt / Aleksandr Enbert | Russie     | 160.42 | 3               | 53.62           | 4               | 106.80          |
| 5    | Paige Lawrence / Rudi Swiegers       | Canada     | 154.67 | 5               | 51.67           | 5               | 103.00          |
| 6    | Stefania Berton / Ondřej Hotárek     | Italie     | 150.85 | 7               | 49.78           | 6               | 101.07          |
| 7    | Britney Simpson / Nathan Miller      | États-Unis | 145.78 | 6               | 50.28           | 7               | 95.50           |
| 8    | Tatiana Novik / Mikhail Kuznetsov    | Russie     | 136.85 | 8               | 45.48           | 8               | 91.37           |

### Danse sur glace
| Rang    | Nom                                 | Pays               | Points | Danse courte | Danse courte | Danse libre | Danse libre |
| ------- | ----------------------------------- | ------------------ | ------ | ------------ | ------------ | ----------- | ----------- |
| 1       | Ekaterina Bobrova / Dmitri Soloviev | Russie             | 154.33 | 1            | 60.80        | 1           | 93.53       |
| 2       | Nóra Hoffmann / Maxim Zavozin       | Hongrie            | 142.09 | 3            | 57.24        | 3           | 84.85       |
| 3       | Elena Ilinykh / Nikita Katsalapov   | Russie             | 134.79 | 6            | 49.14        | 2           | 85.65       |
| 4       | Kristina Gorshkova / Vitali Butikov | Russie             | 127.47 | 4            | 51.97        | 4           | 75.50       |
| 5       | Lucie Myslivečková / Matěj Novák    | République tchèque | 123.70 | 7            | 48.45        | 5           | 75.25       |
| Abandon | Federica Faiella / Massimo Scali    | Italie             |        | 2            | 57.65        |             |             |
| Abandon | Madison Hubbell / Keiffer Hubbell   | États-Unis         |        | 5            | 50.59        |             |             |
| Abandon | Alexandra Paul / Mitchell Islam     | Canada             |        | 8            | 45.75        |             |             |

## Sources
- Résultats de la Coupe de Russie 2010
- Patinage Magazine N°125 (Janvier/Février 2011)